# Eurofest 2018
Das 13. Eurofest fand am 16. Februar 2018 statt und war der belarussische Vorentscheid zum Eurovision Song Contest 2018 in Lissabon (Portugal). Als Sieger ging Alekseev mit seinem Lied Forever hervor.

## Konzept

### Format
Wie schon in den Vorjahren sollte es wieder ein nationales Finale als Vorentscheid geben. Dieses fand am 16. Februar 2018 statt, wo bis zu 15 Teilnehmer teilnehmen sollten. Der Sieger wurde wieder zu 50 % per Televoting und zu 50 % per Juryvoting ermittelt.

### Beitragswahl
Vom 1. Dezember 2017 bis zum 26. Dezember 2017 konnten sich Interessierte für den Vorentscheid bewerben. Jeder konnte sich bewerben, auch ausländische Interpreten und Komponisten wurden eingeladen, Beiträge einzureichen.
Eine Jury lud danach alle Bewerber zu den Live Auditions ein. Diese konnten live im Internet verfolgt werden. Aus diesem Prozess wurden elf Teilnehmer ermittelt.

## Teilnehmer

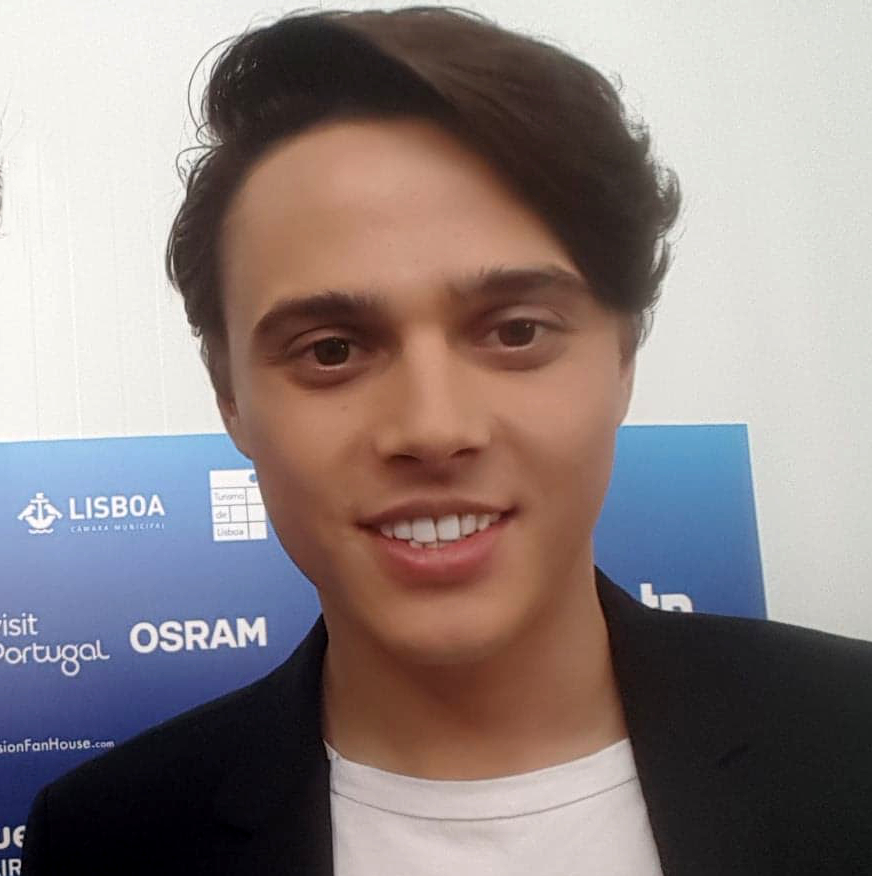
Der Gewinner der belarussischen Vorentscheidung: Alekseev

Am 11. Januar 2018 veröffentlichte BTRC die elf Teilnehmer des belarussischen Vorentscheids. Sophia Lapina zog ihren Beitrag Gravity aus Protest am 16. Januar 2018 zurück, da die russischsprachige Version des Liedes Forever von ihrem Mitstreiter Alekseev bereits vor dem 1. September 2017 erschien, was laut den ESC-Regeln verboten ist. Sie empfand es deswegen auch als unfair, dass der Sender BTRC Alekseev weiterhin mit seinem Lied antreten lässt, obwohl sich sechs Teilnehmer für eine Disqualifikation ausgesprochen haben. Somit traten anstatt elf Teilnehmer nur folgende zehn Teilnehmer an:
| Platz         | Startnr.      | Interpret               | Lied Musik (M) und Text (T)                                                           | Sprache      | Übersetzung (inoffiziell) | Jury Gesamt   | Zuschauerstimmen (Televoting & SMS) | Zuschauerstimmen (Televoting & SMS) | Gesamt        |
| Platz         | Startnr.      | Interpret               | Lied Musik (M) und Text (T)                                                           | Sprache      | Übersetzung (inoffiziell) | Jury Gesamt   | Stimmen                             | Punkte                              | Gesamt        |
| ------------- | ------------- | ----------------------- | ------------------------------------------------------------------------------------- | ------------ | ------------------------- | ------------- | ----------------------------------- | ----------------------------------- | ------------- |
| 01.           | 02            | Alekseev                | Forever M: Kyrylo Pavlov; T: Evhen Matyushenko                                        | Englisch     | Für immer                 | 12            | 5.184                               | 12                                  | 24            |
| 02.           | 06            | Gunesh                  | I Won’t Cry M: Tim Norell; T: Ola Håkansson, Alexander Bard                           | Englisch     | Ich werde nicht weinen    | 8             | 1.041                               | 6                                   | 14            |
| 03.           | 03            | Shuma                   | Chmarki (Хмаркі) M/T: Rusia Shukiurova, Alyaxey Budzko                                | Belarussisch | Wolken                    | 4             | 3.042                               | 10                                  | 14            |
| 04.           | 10            | Kirill Good             | Deja Vu M: Kirill Gud; T: Roman Kolodko                                               | Englisch     | Déjà-vu                   | 5             | 1.359                               | 8                                   | 13            |
| 05.           | 04            | NAPOLI                  | Chasing Rushes M/T: Will Taylor, Michael James Down                                   | Englisch     | Die Gehetzten jagen       | 6             | 1.236                               | 7                                   | 13            |
| 06.           | 05            | Anastasiya Malashkevich | World On Fire M/T: Ylva Persson, Linda Persson, Niklas Bergqvist, Simon Johansson     | Englisch     | Die Welt brennt           | 7             | 0804                                | 5                                   | 12            |
| 07.           | 07            | Radiovolna              | Subway Lines M/T: Vlad Chizhikov, German Bronovitski, Vitaly Vechersky, Roman Kolodko | Englisch     | U-Bahn-Linien             | 10            | 0599                                | 2                                   | 12            |
| 08.           | 09            | Lexy Weaver             | Ain’t You M/T: Lexy Weaver                                                            | Englisch     | Bist du nicht             | 4             | 0669                                | 3                                   | 07            |
| 09.           | 08            | Alen Hit                | I Don't Care M/T: Oleg Shutskiy                                                       | Englisch     | Es ist mir egal           | 2             | 0718                                | 4                                   | 06            |
| 10.           | 01            | Adajio                  | Ty i ja (Ты і я) M/T: Evgeniy Oleynik, Yulia Bykova                                   | Belarussisch | Du und ich                | 1             | 0581                                | 1                                   | 02            |
| Zurückgezogen | Zurückgezogen | Sofi Lapina             | Gravity M/T: Leo Vasilets                                                             | Englisch     | Schwerkraft               | Zurückgezogen | Zurückgezogen                       | Zurückgezogen                       | Zurückgezogen |